# Fresnoy-Andainville
Fresnoy-Andainville é uma comuna francesa na região administrativa de Altos da França, no departamento de Somme. Estende-se por uma área de 3,96 km². Em 2010 a comuna tinha 97 habitantes (densidade: 24,5 hab./km²).